# Saro Lerwick
Саро Лервік (англ. Saro Lerwick) — британський двомоторний суцільнометалевий летючий човен-протичовновий/патрульний літак. Літак створювався для використання Береговим командуванням паралельно з чотирьохмоторним Short Sunderland, але через погані характеристики виготовлявся в малих кількостях. Через схильність до аварій «Лервік» був знятий з озброєння коли надійніші літаки почали надходити в необхідних кількостях.
Названий на честь найбільшого порту на Шетландських островах.

## Історія
«Лервік» створювався за специфікацією R.1/36, як легше доповнення для перспективного Short Sunderland. Перші три літаки були готові в 1938 році, але випробування показали погану стабільність літака на морі і в повітрі. Цих недоліків вистачило, що б позначити модель непридатною до служби і відправили на доопрацювання. Для покращення стабільності на морі було додано два додаткові поплавки, а для стабільності в повітрі збільшено хвостові поверхні. Проте на нових випробуваннях літак все ще не був достатньо стабільним під час крену і рискання і в звичних умовах не був б прийнятий на озброєння, але почалась війна і літаки були потрібні негайно.
Перші «Лервіки» надійшли на озброєння 209-ї ескадрильї в кінці 1940 року замінивши там Short Singapore. Один «Лервік» було втрачено вже 6 грудня, а наступний через три місяці. Окрім 209-ї ескадрильї, «Лервіки» були на озброєнні в 240-ї ескадрильї і 4-ї навчальної групи. В травні 1941 року всі «Лервіки» було відкликано з бойових частин коли на озброєння надійшли «Каталіни», а наступного року офіційно знято з озброєння. В 1942 році деякі «Лервіки» було повернено в стрій для навчання пілотів ВПС Канади, але і там вони прослужили менше року. Не зважаючи на свою коротку службу 10 з 21 виготовленого літака було втрачено в аваріях.

## Тактико-технічні характеристики
Дані з Consice Guide to British Aircraft of World War II

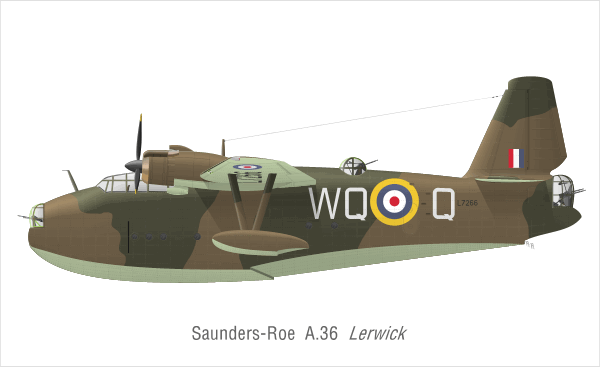

### Технічні характеристики
- Екіпаж: 6 осіб
- Довжина: 19,39 м
- Висота: 6,1 м
- Розмах крила: 24,64 м
- Площа крила: 78,5 м²
- Максимальна злітна маса: 15 059 кг
- Двигуни: 2 × Bristol Hercules II
- Потужність: 2 × 1375 к. с. (1025 кВт.)

### Льотні характеристики
- Максимальна швидкість: 348 км/год (на висоті 1220 м.)
- Крейсерська швидкість: 267 км/год
- Практична стеля: 4265 м.

### Обзроєння
- Стрілецьке:
  - 1 × 7,7-мм кулемет в носовій турелі
  - 2 × 7,7-мм кулемети в верхній турелі
  - 4 × 7,7-мм кулемети в хвостовій турелі
- Бомбове:
  - до 907 кг бомб